# SAS Snowflake
SAS Snowflake of Snowflake was de lagetarievenluchtvaartmaatschappij van Scandinavian Airlines. Snowflake begon in het begin van 2003 te vliegen met vier vliegtuigen van het type Boeing 737-800, van Scandinavië naar zonnige bestemmingen in het zuiden van Europa die niet bediend worden door de lijndiensten van Scandinavian Airlines. De maatschappij leverde vluchten met weinig service voor een lage prijs. Voor maaltijden en drankjes moest apart betaald worden.
Economisch gezien werd het concept van Snowflake als een aparte maatschappij met zijn eigen kleine vloot geen groot succes en de nieuwe luchtvaartmaatschappij werd weer opgeheven op 31 oktober 2004.
In dat jaar besloot Scandinavian Airlines op de Europese vluchten een deel van de economy-cabine af te scheiden voor goedkope biljetten met minimale service. Voor dit product gebruikt men nu "Snowflake" als merknaam.